# 南方宣言
南方宣言（英文：Southern Manifesto）是在1956年3月，由101位美國國會議員針對布朗訴托皮卡教育局案共同發表反對廢除種族隔離措施的一份宣言；其譴責美國最高法院的決定是「對於司法權力的明顯濫用，以聯邦的司法部門從事損害國會權威與地方州及其人民獨立權力的立法」，宣言中還讚揚了那些「表達決心將以任何合法手段抗拒強迫性的種族融合的州分」。
101名參與簽屬的國會議員分別來自阿拉巴馬州、阿肯色州、佛羅里達州、喬治亞州、路易西安納州、密西西比州、北卡羅萊那州、南卡羅萊那州、田納西州、德克薩斯州、維吉尼亞州，包括19名參議員和82名眾議員，其中99位為民主黨員，2位為共和黨員。